# День пам'яті працівників

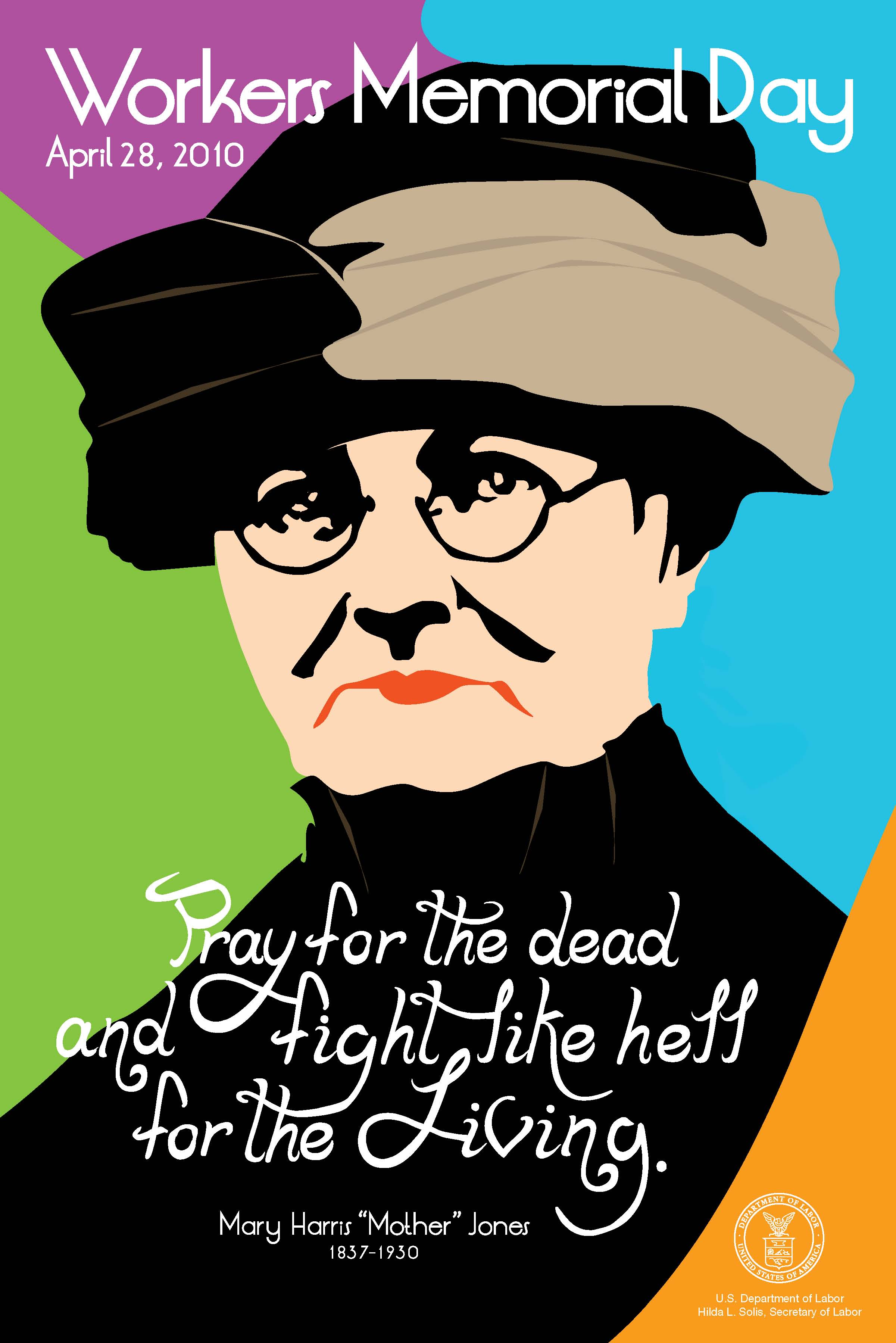
«Моліться за померлих і боріться, як диявол за живих» — Мати Джонс

День пам'яті працівників — це міжнародний день, присвячений пам'яті найманих робітників, які загинули, були
покалічені, поранені або отримали професійне захворювання. Міжнародний день пам'яті працівників або Міжнародний день вшанування померлих і травмованих чи День скорботи, відбувається щороку у всьому світі 28 квітня. День пам'яті працівників — це можливість підкреслити змогу запобігти більшості нещасних випадків на робочому місці, та погіршенню здоров'я й сприяти проведенню кампаній та організаційних заходів щодо боротьби за покращення безпеки на робочих місцях. Гасло дня: «Пам'ятай мертвих — Борися за живих». Попри те, що 28 квітня, використовується як день пам'яті та міжнародної солідарності, заходи та інші пов'язані з ним дії, продовжуються протягом усього року у всьому світі.

## Становище у світі
За даними Міжнародної організації праці (МОП):
- щороку більше двох мільйонів осіб, вмирають через нещасні випадки на виробництві або професійні захворювання;
- щорічно на виробництво приходиться близько 270 мільйонів нещасних випадків, і близько 160 мільйонів людей, страждають від пов'язаних з роботою захворювань;
- щорічно отруйні речовини, вбивають 440 000 робітників, причому самий лише азбест, відповідає за близько, 100 000 смертей.

По всьому світу, кожні 15 секунд вмирає працівник, гине 6000 робітників на день, тож у підсумку, більше людей помирають від роботи, ніж від війни.